# Dorfkirche Kietz

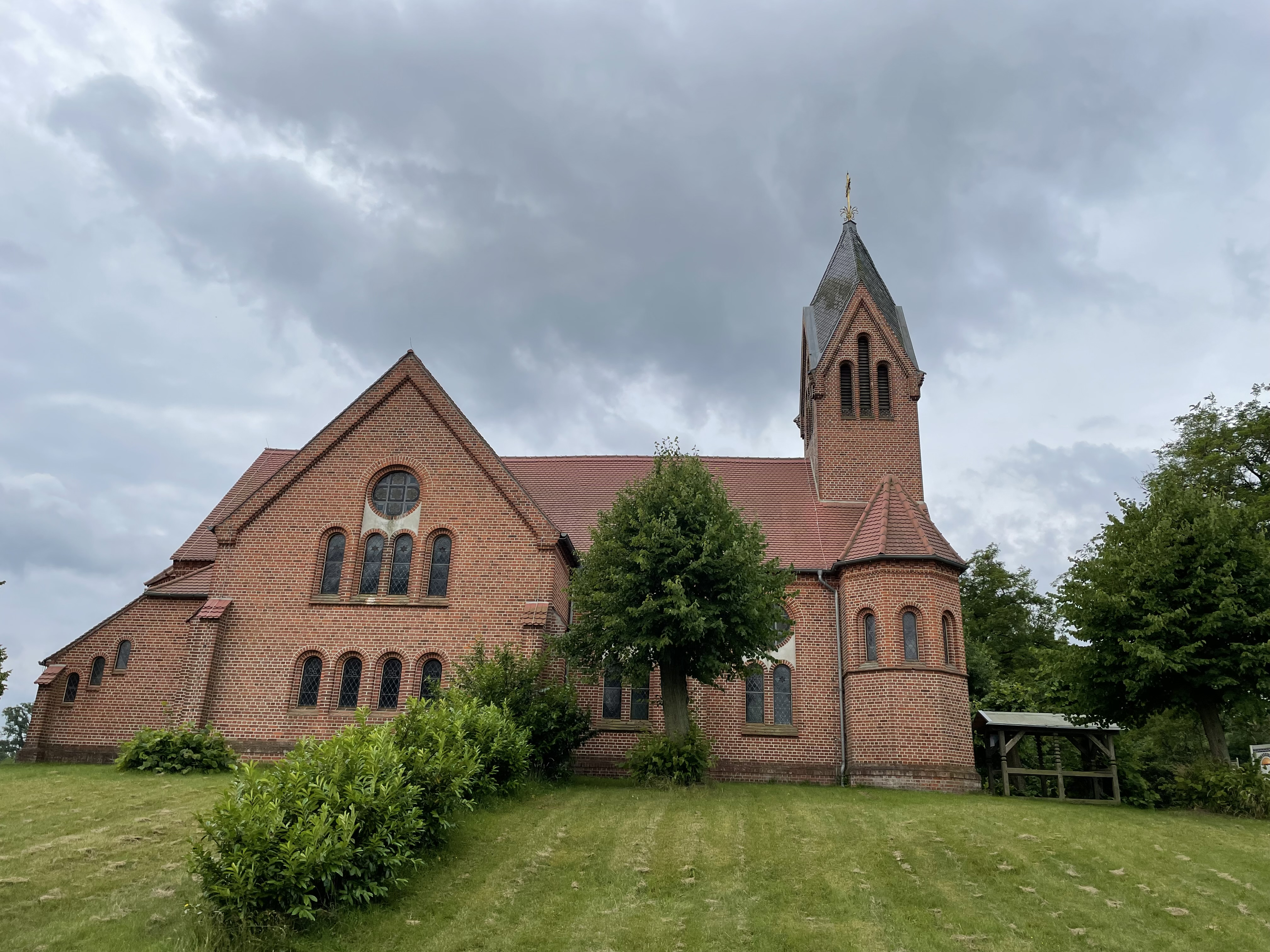
Dorfkirche Kietz

Die evangelische Dorfkirche Kietz ist eine neoromanische Kreuzkirche aus den 1890er Jahren in Kietz, einem Ortsteil der Gemeinde Lenzerwische im Landkreis Prignitz im Land Brandenburg. Die Kirchengemeinde gehört zum Kirchenkreis Prignitz der Evangelischen Kirche Berlin-Brandenburg-schlesische Oberlausitz.

## Lage
Die Ringstraße führt parallel zur Elbe von nordwestlicher Richtung in südöstlicher Richtung durch den Ort. Die Kirche steht nördlich dieser Straße auf einer Erhebung, die mit einer Mauer eingefriedet ist.

## Geschichte
Der Förderkreis Alte Kirchen Berlin-Brandenburg berichtet in seinem Infobrief von Oktober 2019 davon, dass ein erster Sakralbau durch ein Elbehochwasser zerstört wurde. Das Bauwerk soll in der Nähe des in den 1970er Jahren abgerissenen Pfarrhofs gestanden haben. Im Jahr 1703 entstand eine Fachwerkkirche, die jedoch durch Blitzeinschläge in den Sommergewittern 1879 und 1888 schwer beschädigt wurde. Hinzu kam ein schweres Hochwasser im Jahr 1888. Der Innenraum war barock ausgemalt, was ihr im Volksmund den Beinamen „Die bunte Kirche“ brachte. Von den ursprünglich vorhandenen Wandmalereien gab es Kopien, die im Märkischen Museum in Berlin aufbewahrt wurden und dort im Zweiten Weltkrieg verloren gingen. Um eine erneute Zerstörung durch ein Hochwasser zu vermeiden, erfolgte unter der Leitung eines Dömitzer Baumeisters der Bau des aus Mauersteinen errichteten heutigen Bauwerks in den Jahren 1892 bis 1894 auf einer dafür aufgeschütteten Warft, um einen erneuten Hochwasserschaden zu vermeiden.
Nach dem Zweiten Weltkrieg und der Deutschen Teilung befand sich die Kirche im Sperrgebiet und durfte nicht mehr betreten werden. Die Kirchengemeinde musste daher zusehen, wie das Bauwerk nach und nach verfiel. Nach der Wende war die Kirche nur noch eine Ruine, die bauaufsichtlich im Jahr 1996 wegen Einsturzgefahr gesperrt werden musste. Nachdem das Dach undicht geworden war, drang Wasser in das Gebäude ein; der Hausschwamm hatte sich ausgebreitet. Nachdem bereits über einen Abriss nachgedacht wurde, gründete sich am 15. Januar 1999 ein Förderverein, der das Bauwerk nach und nach bis 2012 sanierte. Dabei konnten die bauzeitlichen Wandmalereien freigelegt, Altar und Kanzel restauriert werden. Bereits im Jahr 1999 konnte ein erster Weihnachtsgottesdienst durchgeführt werden. Die Kirche wird im 21. Jahrhundert neben dem Gottesdienst für zahlreiche kulturelle Veranstaltungen genutzt. 2019 konnte das 1999 notgesicherte Dach abschließend saniert werden.

## Baubeschreibung

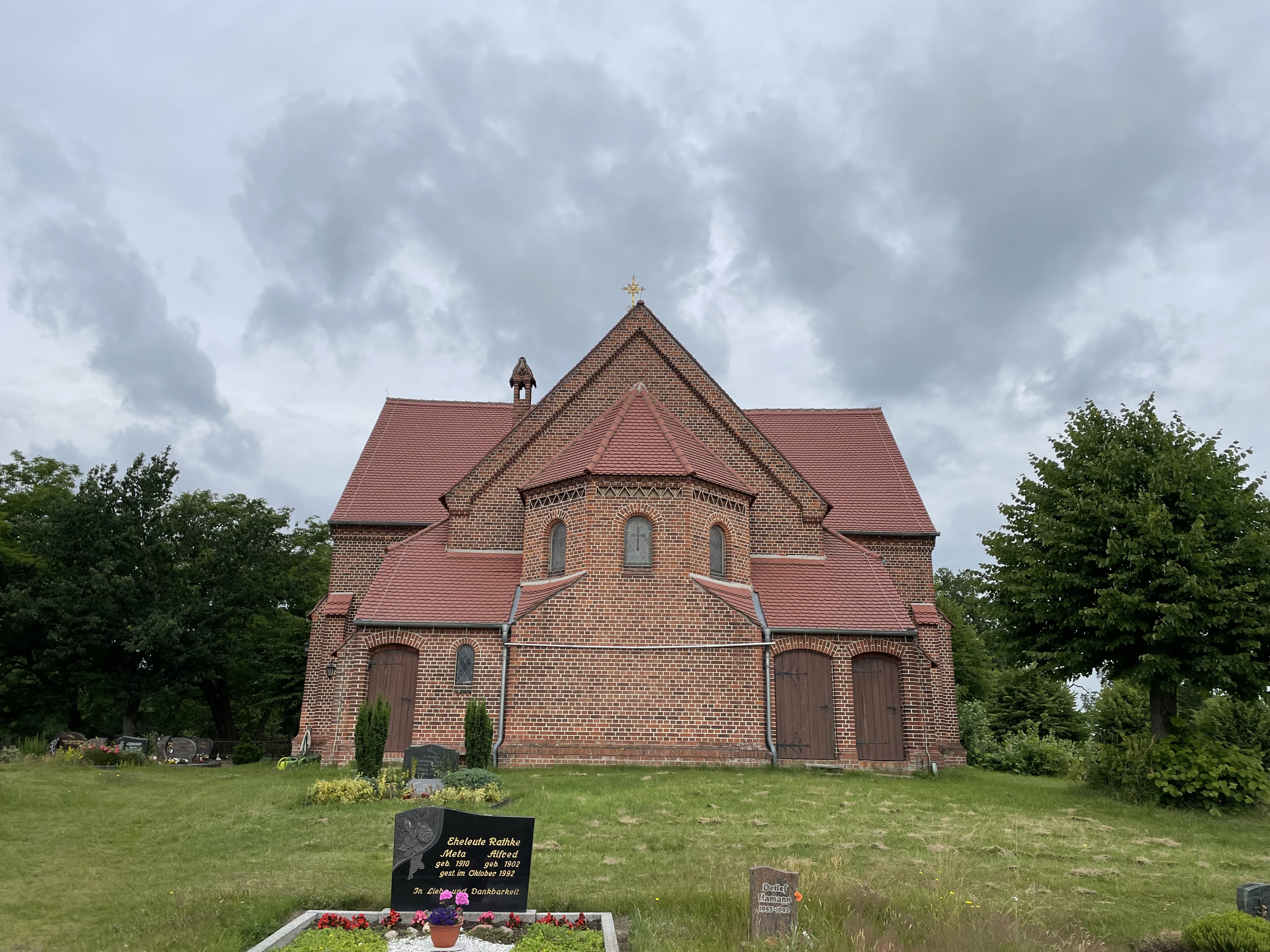
Ostansicht

Das kreuzförmige Bauwerk entstand im Wesentlichen aus rötlichem Mauerstein und ist im Osten mit einer polygonalen Apsis abgeschlossen, die im unteren Bereich des Erdgeschosses rechteckig ausgeführt wurde. Darüber befinden sich an jeder der drei sichtbaren Seiten ein Rundbogenfenster, darüber ein verziertes Fries. Der Giebel ist fensterlos.
In den Querschiffsarmen befinden sich Emporen, die zu einer früheren Zeit als Patronatslogen genutzt wurden. An der Nordostseite ist eine gedrückt-segmentbogenförmige Tür, nördlich hiervon ein kleines Rundbogenfenster, während an der Südostseite zwei unterschiedlich breite, ebenfalls gedrückt-segmentbogenförmige Türen verbaut wurden. An der Südseite des Querschiffs befinden sich Strebepfeiler, mittig im Erdgeschoss vier gekuppelte, rundbogenförmige Fenster. Im darüberliegenden Giebel befinden sich vier weitere, größer ausgeführte Rundbogenfenster, von denen die beiden mittleren in eine Blende übergeben, in die wiederum ein Rundbogenfenster eingearbeitet ist. Am Übergang zum First ist ein weiteres Fries. Am Langhaus befinden sich an der Nord- und Südseite jeweils zwei Fenstergruppen, die wiederum mit je einem Strebepfeiler versehen sind. Verbaut wurden ebenfalls zwei Rundbogenfenster, die in eine Blende mit einem Rundbogenfenster übergehen.
Der Westturm erhebt sich aus einem querrechteckigen Bau, der seitlich mit zwei Anbauten versehen ist. Beide können jeweils über einen eigenen Eingang betreten werden. Im mittleren Geschoss sind jeweils weitere Rundbogenfenster verbaut. Der Hauptzugang befindet sich in der Mitte des Turms und ist mit einem gedrückt-segmentbogenförmigen Portal versehen, in dessen Mitte Jesus Christus abgebildet ist. Oberhalb erstreckt sich das Turmgeschoss mit jeweils zwei Klangarkaden, die von zwei Blenden begleitet werden. Beide Klangarkaden führen – wie auch am südlichen Querschnittsarm – zu einem darüberliegenden Rundbogenfenster. Oberhalb im Turm sind an jeder Seite drei weitere Klangarkaden, von denen die mittlere nach oben hin verlängert wurde. Der Turmhelm ist geknickt und schließt mit einem Kreuz ab.

## Ausstattung

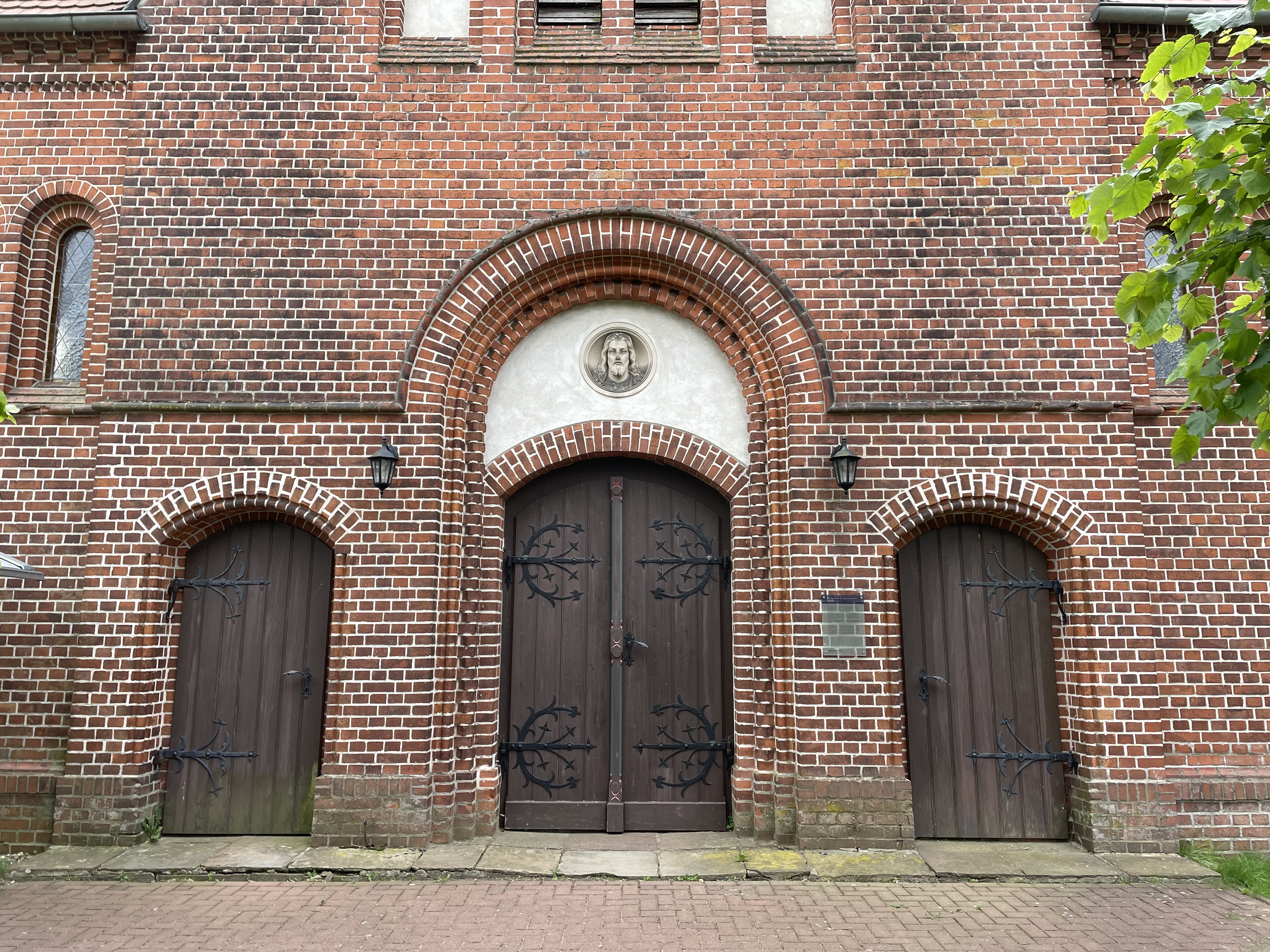
Westportal

Das Altarretabel stammt aus der barocken Vorgängerkirche und entstand im Jahr 1706. Es zeigt im mit Akanthus verzierten Altarblatt die Kreuzigung Christi. Die Kanzel entstand vermutlich zur selben Zeit. Sie ist mit reichem barockem Ornament verziert; der Kanzelkorb wird von Moses getragen. Der Patronatsstuhl besitzt eine bemalte Rückwand mit spiralförmigen Säulen, einer geschnitzten Bekrönung und dem Wappen derer von Wenckstern. Ein Epitaph erinnert an den 1553 verstorbenen Bartholomäus von Wenckstern. Es zeigt die Halbfigur des Verstorbenen in einem Relief zwischen einem säulenartigen Aufbau; im Mittelgiebel den Gottvater. Die Orgel ist im Jahr 2024 nicht spielbar, lediglich die Pfeifen wurden eingesetzt. Im Turm hängen drei Glocken aus dem Vorgängerbau. Sie entstanden im 15. Jahrhundert; eine hiervon ist auf das Jahr 1472 datiert.